# Fränkische Rezat
Die Fränkische Rezat in Mittelfranken ist mit einem Einzugsgebiet von 456 km² und 78,8 km Länge der bedeutendere Quellfluss der Rednitz. Sie vereinigt sich von links und Westen kommend mit der Schwäbischen Rezat zur Rednitz, dem Hauptquellfluss der Regnitz. Diese ist wiederum an ihrer Mündung in den Main merklich wasserreicher als der aufnehmende Fluss, weshalb der hydrologische Hauptstrang des Main-Systems auf einer Länge von 573,1 km, also länger als die Mosel (544 km), mit der Fränkischen Rezat beginnt. Der längste Weg im Main-System führt über die Fichtenohe und Pegnitz (Gewässernummer 2422) und Regnitz in den Main mit einer Gesamtlänge von 576 km.

## Name
Die voraltdeutsche Ausgangsform Radantia ist identisch mit der von Rednitz. Es liegt eine Ableitung mit dem Suffix -antia von dem keltischen Substantiv rodo vor. Das Verbalsubstantiv rodo entspricht dem indogermanischen Verb rede, das „graben“ bedeutet. Radantia bezeichnet demnach ein Gewässer, das sich an vielen Stellen in die Landschaft gräbt. Der adjektivische Zusatz Fränkische bezieht sich auf das in Franken gelegene Quellgebiet der Rezat. Zur Unterscheidung von der Rednitz wurde der Name zu *Rētz verkürzt und mit dem Suffix -ach versehen (um 1500 Retzach), woraus sich der Name Rezat entwickelte.
Bei der ersten schriftlichen Erwähnung von 786 wird das Gewässer noch als Rethratenza („rechte Rednitz“) bezeichnet.

## Geographie

### Rezatquelle

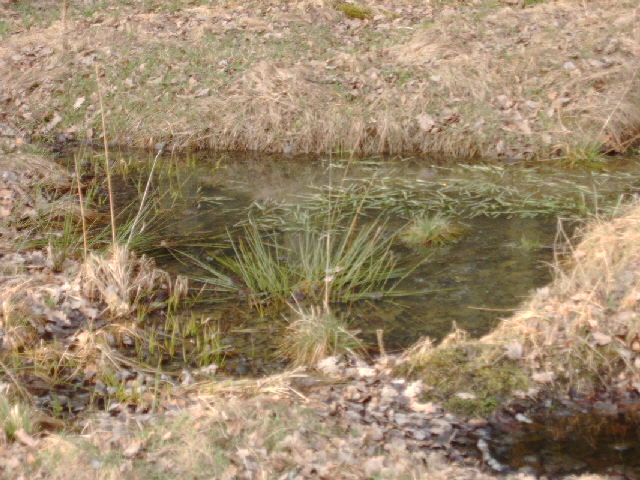
Die Rezatquelle zwischen Marktbergel und Oberdachstetten

Die Fränkische Rezat entspringt auf der Frankenhöhe rund 1,5 km südöstlich der Bergkuppe des Petersbergs (504 m ü. NN) und etwa 2,3 km (je Luftlinie) nordwestlich von Oberdachstetten auf 452 m Höhe. Direkt durch ihr Quellgebiet und später auch entlang des Flusses verläuft ein Abschnitt der Eisenbahnstrecke von Würzburg nach Treuchtlingen. Ein kleiner Quellteich, der Rezatbrunnen oder Rezenbrunnen, ist als Rezatquelle beschildert.
Trotz ihrer Laufrichtung zur Donau hin entwässert die Fränkische Rezat heute ins rheinische System, weil sie unterhalb von Spalt vom Main her angezapft wurde. Die weniger als 10 km westlich von ihr entspringende und etwa parallel nach Südosten verlaufende Altmühl dagegen hat diese alte danubische Entwässerungsrichtung ganz beibehalten, weshalb heute die große Europäische Hauptwasserscheide die Einzugsgebiete der beiden Nachbarflüsse trennt.

### Verlauf
Die Rezat fließt südostwärts unter anderem durch Oberdachstetten, Lehrberg, Ansbach, Sachsen bei Ansbach, Lichtenau, Windsbach, Wassermungenau und Spalt.
In Georgensgmünd vereinigt sich die Fränkische Rezat auf 342 m Höhe mit der Schwäbischen Rezat zur Rednitz, sie hat also ein Gesamtgefälle von 110 Metern.
Die Rednitz wiederum fließt in Fürth mit der Pegnitz zur Regnitz zusammen, die bei Bamberg in den Main mündet.

### Einzugsgebiet und Zuflüsse

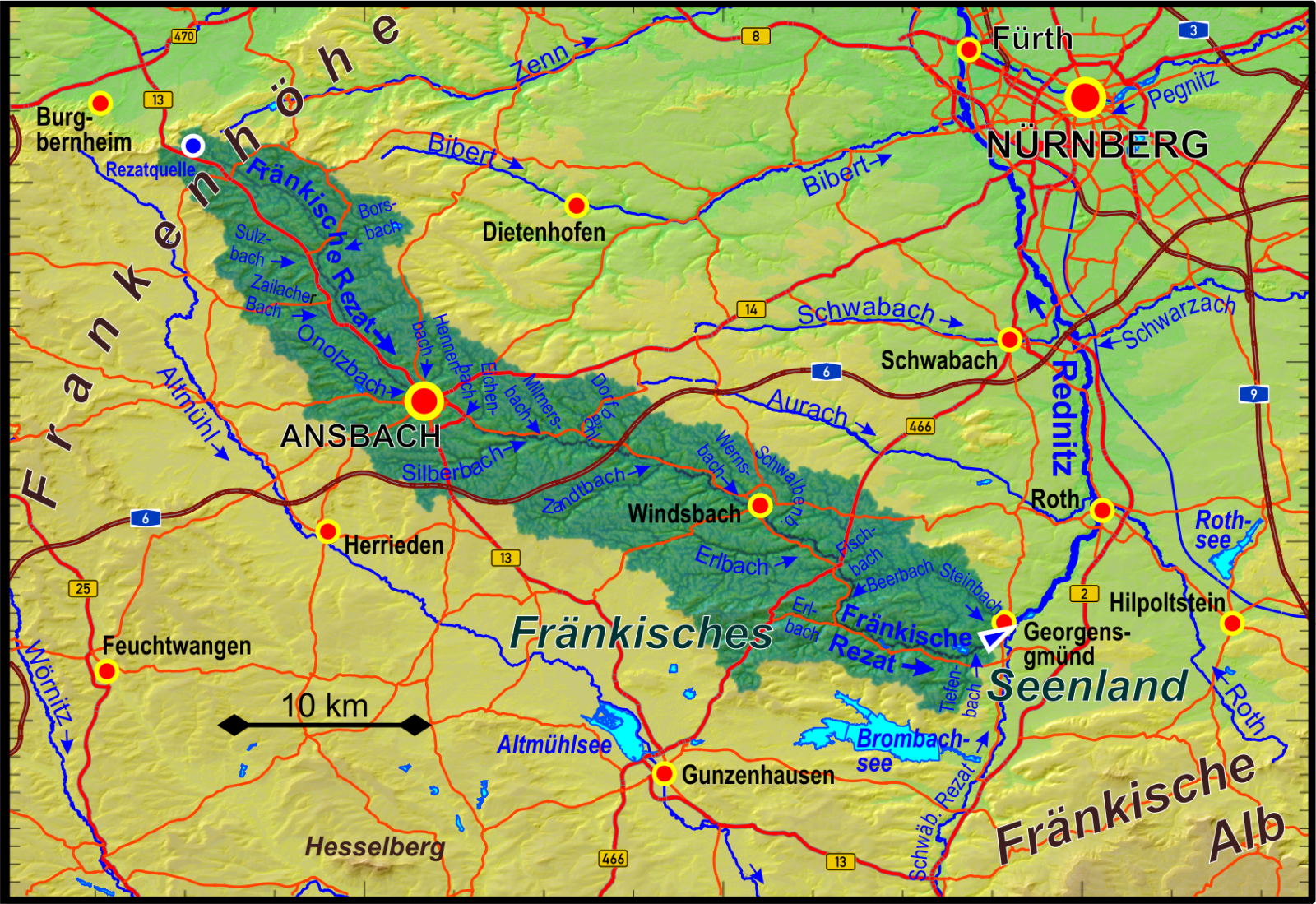
Einzugsgebiet der Fränkischen Rezat

Das Einzugsgebiet der Fränkischen Rezat ist 456,0 km² groß. Es ist ein etwa 55 km langer und bis zu etwa 10 km breiter Gebietsstreifen, der im Norden nur kurz an das Einzugsgebiet der Aisch grenzt, im Nordosten an das der Bibert und der Aurach, im Südosten und Süden an das der Schwäbischen Rezat. Im Südwesten verläuft die Europäische Hauptwasserscheide vor dem jenseits liegenden Einzugsgebiet der etwa parallel fließenden Altmühl, die in die Donau mündet.
Die Fränkische Rezat hat über 70 Zuflüsse, davon mehr als 30 von links und über 40 von rechts. Entsprechend der schmalen Form ihres Einzugsgebiets sind sie meist nur kurz. Der Erlbach ist mit 12,4 km der längste, gefolgt vom in Ansbach mündenden Onolzbach mit 11,2 km, alle anderen sind weniger als 10 km lang.

## Natur und Umwelt
Der Fluss und die Aue sind teilweise als FFH-Gebiet „Gewässerverbund Schwäbische und Fränkische Rezat“ ausgewiesen. In der Aue liegen magere Flachland-Mähwiesen (Wiesen-Fuchsschwanz, Großer Wiesenknopf) und Auenwälder mit Schwarz-Erlen und der Gemeinen Esche (Alno-Padion, Alnion incanae, Salicion albae). Es gibt dort große und zusammenhängende Populationen der Grünen Keiljungfer in qualitativ hochwertigen und eng vernetzten Habitaten.
Am Oberlauf kommen vor allem Bach- und Regenbogenforellen, Aitel und Hasel, sowie Zährten und Bachsaiblinge vor und am Unterlauf Karpfen, Schleien, Aale, Hechte, Zander und Welse.

## Mühlen
Trotz des geringen Gefälles (110 Höhenmeter auf 79 Flusskilometer) wurden in der Vergangenheit bis zu 30 Mühlen an der Fränkischen Rezat errichtet. Davon sind heute nur noch zwei als Getreidemühlen in Betrieb, nämlich die in Steinbach und die in Schlauersbach.

## Verkehr
Von der Quelle bis zum unteren Siedlungsrand von Ansbach hinab verläuft die Bahnstrecke Würzburg–Treuchtlingen neben dem Fluss, danach wechselt sie hinüber ins Tal der Altmühl. Mit meist etwas mehr Abstand zum Fluss verläuft auf demselben Abschnitt die B 13. Unterhalb von Ansbach bis fast zum Zusammenfluss mit der Schwäbischen Rezat ist dann die St 2233 die Talstraße. Diese hat bei Lichtenau-Immeldorf eine Auffahrt zur einzigen das Tal querenden A 6.